# Patxi Usobiaga
Patxi Usobiaga Lakuntza (1980- ), más conocido como Patxi Usobiaga,  es un deportista, compitió en escalada, especialista en la prueba de dificultad, español.

Patxi Usobiaga fue campeón mundial en el año 2009 y campeón europeo en 2008.
Ganó cuatro medallas en el Campeonato Mundial de Escalada entre los años 2003 y 2009, y una medalla de oro en el Campeonato Europeo de Escalada de 2008.
Sus mayores logros en roca son cinco ascensos de dificultad 8c a vista (sin preparación) y dos 8c+ a vista, además fue el primer escalador del mundo en superar una ruta 8c+ a vista, el Bizi Euskaraz en Echauri. Fue galardonado por el Gobierno Vasco con el «Premio al mejor deportista» del año 2006.

## Palmarés internacional
| Campeonato Mundial | Campeonato Mundial  | Campeonato Mundial | Campeonato Mundial |
| Año                | Lugar               | Medalla            | Prueba             |
| ------------------ | ------------------- | ------------------ | ------------------ |
| 2003               | Chamonix ( Francia) | Medalla de plata   | Dificultad         |
| 2005               | Múnich ( Alemania)  | Medalla de plata   | Dificultad         |
| 2007               | Avilés ( España)    | Medalla de plata   | Dificultad         |
| 2009               | Xining ( China)     | Medalla de oro     | Dificultad         |
| Campeonato Europeo |                     |                    |                    |
| Año                | Lugar               | Medalla            | Prueba             |
| 2008               | París ( Francia)    | Medalla de oro     | Dificultad         |

## Biografía
Patxi Usobiaga nació en la localidad guipuzcoana de Éibar, en el País Vasco (España) el 7 de septiembre de 1980 en el seno de una familia con tradición montañera. De niño realizaba, en compañía de su padre, excursiones montañeras que le llevaron, a la edad de 9 o 10 años a realizar, con ellos y unos amigos suyos, sus primeras escaladas en pequeñas chinchetas.
En compañía de su padre iba, los sábados, a realizar escalada en roca a la escuela de escalada de Atxarte en el duranguesado, lugar que alternaba con Aramotz o Echauri. Entre semana acudía a los rocódromos de Éibar o de Vergara en donde conoció a muchos escaladores con los que aprendió buena parte de su técnica. Con 13 años tomó la decisión de dedicarse a la escalada. Un año después, en compañía de los hermanos Josean con Miguel  Mulas, que había conocido en Vergara, comienza a realizar salidas para escalar y entrenamientos específicos para ello.
A los 14 años comenzó un claro progreso logrando el grado  8a y al año siguiente el 8b llegando al 8c a la edad 17 años. En 1994 participó, por primera vez, en un campeonato nacional en el que quedó segundo en su categoría e ingresó en el equipo juvenil nacional comenzando a realizar competiciones internacionales, quedando Campeón de Europa Juvenil en 1996.
En el año 2000 decide, una vez acabados los estudios de Formación Profesional que había realizado después de cursar BUP y COU, dedicarse plenamente a la escalada dedicando unas cinco o siete horas diarias al entrenamiento y con una muy rígida disciplina diaria.
El 19 de octubre de 2011 anuncia su retirada de las escalada competitiva por las secuelas dejadas por una hernia discal originada en un accidente de tráfico. Aunque en el año  2017 realiza la ascensión al Patxitulo en Oliana con un grado de dificultad 9a/+ siendo su primer encadenamiento de más de 9a en 10 años.

## Historial deportivo
En 1994 Usobiaga participa en el campeonato de España de escalada quedando subcampeón de la categoría juvenil. Allí realizó vías de grado 7B y 7B+ en roca ensayado y en roca a vista con la vía  Nordus Marinus  de nivel 7B.
Al año siguiente, en 1995, participa de nuevo en el campeonato de España donde consigue el primer puesto. También participa en el Campeonato del Mundo de categoría sub-20 consiguiendo la quinta plaza. Ese año alcanza el grado 8a en roca ensayado en la vía ConanDax Librarian de Araotz en Oñate, Guipúzcoa, y en roca a la vista  logra su primer 7c+ en la vía Everest en Echauri en Navarra.
En el campeonato del Mundo de 1996 queda en tercer lugar en la categoría sub-18 y en el campeonato de España de ese año logra el primer puesto en la modalidad roca ensayado. Ese mismo año consigue completar la vía de grado 8b 'Parva Naturalia en Araotz.
En el campeonato de Europa de 1997 se logra el primer lugar en la categoría sub-18 y queda cuarto en el campeonato del mundo de ese año. Gana de nuevo el campeonato de España y logra realizar en Araotz la vía Mala Vida, de grado 8c, en la modalidad de roca ensayado.
En 1998 queda subcampeón en el campeonato de España y tercero en el del mundo. Logra realizar las vías de grado 8c Honki Tonki y White Zombie de Araotz en la modalidad roca ensayado y alcanza los grados 8a y 8a+ en la modalidad a la vista.
En el año 2000 queda subcampeón en el campeonato de España y primero en el del País Vasco. Realiza las vías Honki Mix, de grado 8C+, en Araotz  y Tas Tas, de grado 8C+/9A, en Baltzola en la sierra de Aramotz del Parque natural de Urkiola ambas en  la especialidad roca ensayado y a roca a la vista hace la vía Florida en Rodellar, Huesca, de grado 8b.
En el año 2002 es de nuevo subcampeón de España y campeón del País Vasco. En el campeonato de Europa queda en vigésimo lugar. ese año realiza las vías  Biographie de grado 8c+, en Ceuse (Francia), El tubo, de grado 8c+, en Echauri en Navarra, L'odie Social,  de grado 8b+ en , Siurana en Cataluña  y Na Nai, de grado 8c+ en Baltzola, todas ellas a roca ensayo y la vía de grado 8b Cipolini en Apellániz en Álava.
En el año 2003 queda cuarto en la Copa del Mundo, obtiene un segundo puesto en el Master Internacional "Serre Chevalier" realizado en Francia y cuarto en el  Master Internacional "Rock Master de Arco" de Italia. Vuelva a ser subcampeón en el campeonato de España y campeón en el de Euskadi. Hace las vías Iñi Ameriketan y Il Domani, ambas de grado 9a,  de Baltzola en la modalidad roca ensayado y Pietra Murata, 8b+, en Arco en Italia, Itsu, de grado 8b en Valdegóvia y Gladiator, de grado 8b en Rodellar en roca a vista.

En 2004 quedó 8º en el master de Arco de Italia  y subcampeón en el de Serre Chevalier de Francia. En la Copa del Mundo obtiene un quinto lugar mientras que vuelve a ser campeón en el campeonato de España y subcampeón en la Copa de España. En la especialidad de roca ensayado realiza las vías de Realization,de grado 9a+, en Céuse en Francia,Psikoterapia, de grado 9a, en Villanueva de Valdegobia en Álava, Desafiando a Tsunami, de grados 8C+/9A, en  Huesca, No future, de grado 8c+, en  Céuse en Francia. En la modalidad roca a vista hace las vías Millenium, de grado 8b+, en Eslovenia, Taladrina, de grado 8b+, en Cuenca, B12, de grados 8b+/c, en Larraona en Navarra, La dita del guerriero, de grado 8b+, en Covolo en Italia, Jurassic climb, de grado 8b+, en Erto en Italia y Radote joli pepere, de grado 8b, en Céüse en Francia.
Al año siguiente, en 2005, queda en primer lugar en los WORLD GAMES de Dusiburg y en el Master de serre Chevalier. Queda segundo en el campeonato del mundo y primero en la Copa y en el campeonato de España. En roca a vista realiza las siguientes vías; Gaua, de grado 8c (es el tercer 8c a vista del mundo), en Navarra; La nabab, de grado 8d en Francia; Tanz der geister, de grado 8b en  Austria. En la modalidad de  roca ensayado hace las vías  Novena puerta, de grado 8c+ en Santa Linya en Lérida; Pistolaren mintzoa, de grado 8c en Navarra, Gondor, de grado 8c en Austria y Asfixia mental en Ramales en Cantabria. En el año 2006 gana la Copa del Mundo de escalada deportiva, repitiendo título en el 2007 y en 2009. Fue galardonado con el título al "mejor deportista vasco del 2006". También ha batido el récord mundial de 8b+'s encadenados en un año, siete de ellos a vista.
En el año 2017 realiza la ascensión al Patxitulo en Oliana con un grado de dificultad 9a/+ siendo su primer encadenamiento de más de 9a en 10 años.

### Principales logros
Escalada  "roca a la vista"
- 8c+ Bizi Euskaraz, Echauri. Año  2007. Primer 8c+ a vista del mundo.
- 8c/+ Home Sweet Home, Pierrot Beach, Año  2008.
- 8c Gaua, Lezaia. Año 2005.
- 8c Pata Negra, Rodellar. Año 2006.
- 8c Mosca Cullonera, Montsant, FA. Año 2007.
- 8c Omerta, Urnersee. Año 2008.
- 8c Absinth, Sparchen. Año 2010.
- 8c Fish Eye, Oliana. Año 2016.
- 8b+ Gorilas en la Niebla, Oliana. Año 2016.

Escalada "roca ensayado"
- 9a+/b Pachamama, Oliana. Año  2017
- 9a+ Papichulo, Oliana. Año  2017
- 9a+ Biographie, Ceüse. Año  2004
- 9a+ La Rambla, Siurana. Año  2007
- 9a/+ Patxitxulo, Oliana. Año  2017
- 9a Seta Total, Cuenca. Año  2016
- 9a Action Direct, Jura Francón. Año  2008
- 9a PuntX, Gorges du Loup. Año  2010
- 9a Iñi Ameriketan, Baltzola. Año  2003
- 9a Il Domani, Baltzola, FA. Año  2003
- 9a Psicoterapia, Valdegobia, FA. Año  2004
- 9a Esclatamasters, Perles. Año  2007
- 9a Novena Enmienda, Santa Linya. Año  2007
- 9a Fabela Pa La Enmienda, Santa Linya. Año  2008
- 9a Hades, Nassereith, 2nd try. Año  2009
- 9a Mendeku, Egino. Año  2007
- 9a Nice To Eat You, Pierrot Beach, 2nd try. Año  2008
- 9a Kinematix, Gorges du Loup. Año  2006
- 9a Begi Puntuan, Echauri, FA. Año  2006
- 9a Faxismoaren Txontxongiloak, Echauri, FA. Año  2007
- 9a Fuck The System, Santa Linya, FA. Año  2007
- 9a Celedón, LA olla de la Leze. Año  2014
- 8c+/9a 4×4, Atxeko koba, Atxarte. Año  2015.[13]